# Caldarchaeol
Caldarchaeol is een macrocyclische organische verbinding met als brutoformule C86H172O6. Het is een lipide dat in de membranen van hyperthermofiele Archaea gevonden wordt. Membranen die opgebouwd zijn uit caldarchaeol zijn stabieler, omdat de hydrofobe koolstofketens aan elkaar gelinkt zijn, waardoor de micro-organismen relatief hoge temperaturen (tussen 80 en 100°C) kunnen weerstaan. De stof komt ook voor als een tetra-ether.